# Bernard Spanheim
Bernard von Spanheim (ur. 1176 lub 1181; zm. 4 stycznia 1256 w Völkermarkt) – książę Karyntii z dynastii Spanheimów (Sponheimów).
Bernard został w 1202 następcą swojego brata księcia Karyntii Ulryka II. Początkowo wspierał króla Niemiec - Filipa Szwabskiego, następnie Ottona IV, a od 1213 ponownie Staufa w osobie Fryderyka II. Książę Bernard jest często określany jako założyciel miast. Stworzył trójkąt książęcych miast Sankt Veit an der Glan – Klagenfurt am Wörthersee – Völkermarkt. Przeniósł miasto Klagenfurt am Wörthersee na obecne miejsce. Zbudował system powinności lennych i wspierał handel.
Bernard przejął kontrolę nad ważnymi drogami na południe Loiblpass i usiłował opanować Krainę, gdzie założył klasztor Kostanjevica. Krainę opanował jednak ostatecznie dopiero jego syn Ulryk III Spanheim. Bernard poślubił Judytę, córkę króla Czech Przemysła Ottokara I. Nawiązane bliskie kontakty z czeskim domem królewskim zaowocowały decyzją jego bezdzietnego syna Ulryka III, który 4 grudnia 1268 zapisał Karyntię swojemu kuzynowi Przemysłowi Ottokarowi II. Bernard von Spanheim został pochowany w opactwie św. Pawła w Lavanttal.

## Rodzina
Bernard i Judyta mieli czworo dzieci:
- Ulryk III Spanheim (zm. 27 października 1269 w Cividale del Friuli), książę Karyntii w latach 1256–1269, książę Krainy od 1251
- Filip Spanheim (ur. 1220, zm. 22 lipca 1279 w Krems an der Donau), arcybiskup salzburski 1247–1256, patriarcha Akwilei 1269–1272
- Małgorzata (zm. 1249)
- Bernard (zm. przed 1249)

## Literatura
- Allgemeine Deutsche Biographie, Bd. 2, Leipzig 1875, s. 422.